# Cyberduck
Cyberduck è un client grafico open source FTP e SFTP, WebDAV, Google Documenti, e Amazon S3, BackBlaze B3, per macOS e Windows (dalla versione 4.0).

## Caratteristiche principali
Cyberduck supporta l'autenticazione FTP/TLS (FTP su SSL/TLS) usando AUTH TLS, consente il download e l'upload mediante il meccanismo del drag and drop e consente la sincronizzazione di cartelle. Inoltre è anche in grado di aprire in remoto i file usando un editor di testo esterno. Cyberduck include un gestore dei segnalibri, supporta Apple Keychain di Mac OS X ed il protocollo Bonjour di Apple.
Cyberduck è localizzato in inglese, ceco, olandese, finlandese, francese, tedesco, italiano, giapponese, coreano, norvegese, slovacco, spagnolo, cinese (tradizionale e semplificato), russo, svedese, danese, polacco, ungherese, indonesiano, catalano, gallese, thai, turco ed ebraico.